# Julius Benedict
Sir Julius Benedict (ur. 27 listopada 1804 w Stuttgarcie, zm. 5 czerwca 1885 w Londynie) – angielski kompozytor i dyrygent pochodzenia niemieckiego.

## Życiorys
Uczył się muzyki u Ludwiga Abeille’a w Stuttgarcie, u Johanna Nepomuka Hummla w Weimarze i u Carla Marii von Webera w Dreźnie. W latach 1823–1825 dyrygował w Theater am Kärntnertor w Wiedniu, następnie od 1825 do 1834 roku prowadził orkiestrę Teatro San Carlo i Teatro del Fondo w Neapolu. W 1834 roku wyjechał do Paryża, a rok później osiadł na stałe w Londynie. Od 1836 roku dyrygował orkiestrą Lyceum Theatre w Londynie, następnie od 1838 do 1848 roku Theatre Royal przy Drury Lane. Komponował na ich potrzeby opery w języku angielskim. W latach 1850–1852 odbył wraz z Jenny Lind tournée po USA. W 1852 roku został dyrygentem Her Majesty’s Theatre. Dyrygował festiwalami w Norwich (1848–1871) i Royal Liverpool Philharmonic (1876–1880). W 1871 roku otrzymał tytuł szlachecki.
W swojej twórczości łączył narodowy styl angielski z dokonaniami romantyzmu niemieckiego. Skomponował m.in. dwie symfonie, dwa koncerty fortepianowe, ponadto liczne utwory fortepianowe i orkiestrowe. Był twórcą wielu oper, z których największą popularność zdobyła sobie The Lily of Killarney (1862), która trafiła na sceny angielskie, niemieckie, amerykańskie, australijskie i indyjskie. Opublikował prace poświęcone Mendelssohnowi (1850) i Carlowi Marii von Weberowi (1881).